# Arany Oroszlán díj

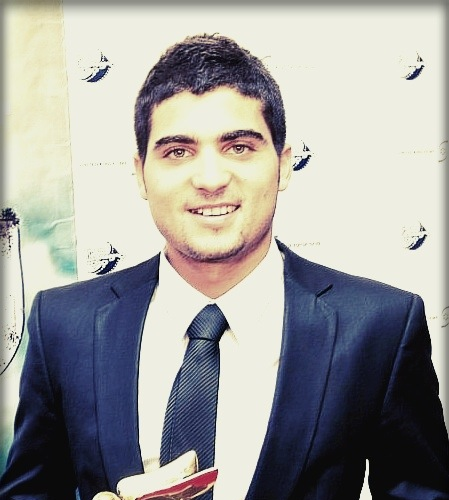
Az egyik díjazott: Oshri Cohen

Az Arany Oroszlán (olaszul Leone d’oro) a velencei biennálé idején a Velencei Nemzetközi Filmfesztiválon kiosztott legmagasabb értékű díj. Első ízben 1954-ben adták ki, és jelenleg az egyik legnagyobb elismerést nyújtó díj a filmművészetben.
Korábban, 1947–48-ban a fődíj elnevezése Gran Premio Internazionale di Venezia (Velencei Nemzetközi Nagydíj), majd 1949 és 1953 között Leone di San Marco (Szent Márk Oroszlánja) volt.
1934 és 1942 között Coppa Mussolini (Mussolini Kupa) néven adták át a legjobb olasz és a legjobb külföldi film elismeréseként.

## Díjazottak
| Év   | Film                                                                    | Rendező                          |
| ---- | ----------------------------------------------------------------------- | -------------------------------- |
| 1947 | Siréna                                                                  | Karel Stekly                     |
| 1948 | Hamlet                                                                  | Laurence Olivier                 |
| 1949 | Manon                                                                   | Henri-Georges Clouzot            |
| 1950 | Justice est faite                                                       | André Cayatte                    |
| 1951 | Rashomon (A vihar kapujában)                                            | Kuroszava Akira                  |
| 1952 | Jeux interdits (Tiltott játékok)                                        | René Clément                     |
| 1954 | Romeo e Giulietta (Rómeó és Júlia)                                      | Renato Castellani                |
| 1955 | Ordet (Az ige)                                                          | Carl Theodor Dreyer              |
| 1957 | Aparajito (A legyőzhetetlen)                                            | Satyajit Ray                     |
| 1958 | Muhomatsu no issho (A riksakuli)                                        | Hiroshi Inagaki                  |
| 1959 | Il Generale della Rovere (Rovere tábornok)                              | Roberto Rossellini               |
| 1959 | La grande guerra (A nagy háború)                                        | Mario Monicelli                  |
| 1960 | Le passage du Rhin                                                      | André Cayatte                    |
| 1961 | L’année dernière à Marienbad (Tavaly Marienbadban)                      | Alain Resnais                    |
| 1962 | Cronaca familiare                                                       | Valerio Zurlini                  |
| 1962 | Ivano Detstvo (Iván gyermekkora)                                        | Andrej Tarkovszkij               |
| 1963 | Le manni sulla città (Kezek a város felett)                             | Francesco Rosi                   |
| 1964 | Il deserto rosso (Vörös sivatag)                                        | Michelangelo Antonioni           |
| 1965 | Vaghe stelle dell'orsa (A Göncöl nyájas csillagai)                      | Luchino Visconti                 |
| 1966 | La Battaglia di Algeri (Az algíri csata)                                | Gilo Pontecorvo                  |
| 1967 | Belle de jour (A nap szépe)                                             | Luis Buñuel                      |
| 1968 | Die Artisten in der Zirkuskuppel                                        | Alexander Kluge Ratlos           |
| 1980 | Atlantic City                                                           | Louis Malle                      |
| 1980 | Gloria                                                                  | John Cassavetes                  |
| 1981 | Die Bleierne Zeit (Ólomidő)                                             | Margarethe von Trotta            |
| 1982 | Stand der Dinge, Der (A dolgok állása)                                  | Wim Wenders                      |
| 1983 | Prénom Carmen (Keresztneve: Carmen)                                     | Jean-Luc Godard                  |
| 1984 | Rok spokojnego slonca (A nyugodt nap éve)                               | Krzysztof Zanussi                |
| 1985 | Sans toit ni loi (Vagabond)                                             | Agnès Varda                      |
| 1986 | Le Rayon vert (A zöld sugár)                                            | Éric Rohmer                      |
| 1987 | Au revoir les enfants (Viszontlátásra, gyerekek!)                       | Louis Malle                      |
| 1988 | La Leggenda del santo bevitore (A szent iszákos legendája)              | Ermanno Olmi                     |
| 1989 | Beiqing chengshi                                                        | Hou Hsiao-Hsien                  |
| 1990 | Rosencrantz és Guildenstern halott (Rosencrantz & Guildenstern Are Dead | Tom Stoppard                     |
| 1991 | Urga                                                                    | Nyikita Mihalkov                 |
| 1992 | Qiu Ju da guan si (Kjú Dzsú története)                                  | Csang Ji-mou (Zhang Yimou)       |
| 1993 | Trois Couleurs: Bleu (Három szín:: Kék)                                 | Krzysztof Kieślowski             |
| 1993 | Short Cuts (Rövidre vágva)                                              | Robert Altman                    |
| 1994 | Pred dozhdot (Eső előtt)                                                | Milcho Manchevski                |
| 1994 | Aiqing wansui                                                           | Caj Ming-liang (Tsai Ming-liang) |
| 1995 | Xich lo (A riksás fiú)                                                  | Trần Anh Hùng                    |
| 1996 | Michael Collins                                                         | Neil Jordan                      |
| 1997 | Hana-bi (Tűzvirágok)                                                    | Kitano Takesi                    |
| 1998 | Così ridevano (Szicíliai testvérek)                                     | Gianni Amelio                    |
| 1999 | Yi ge dou bu neng shao (Teljes a létszám)                               | Csang Ji-mou (Zhang Yimou)       |
| 2000 | The Circle (A kör)                                                      | Dzsafar Panahi                   |
| 2001 | Monsoon Wedding (Esküvő monszun idején)                                 | Mira Nair                        |
| 2002 | The Magdalene Sisters (A Magdolna nővérek)                              | Peter Mullan                     |
| 2003 | Vozvrashcheniye (Visszatérés)                                           | Andrej Zvjagincev                |
| 2004 | Vera Drake                                                              | Mike Leigh                       |
| 2005 | Brokeback Mountain (Brokeback Mountain – Túl a barátságon)              | Li An (李安, Ang Lee)            |
| 2006 | Sanxia haoren                                                           | Csia Csang-ko (Jia Zhang-ke)     |
| 2007 | 色，戒 – Sè, Jiè (Ellenséges vágyak)                                    | Li An (李安, Ang Lee)            |
| 2008 | The Wrestler (A pankrátor)                                              | Darren Aronofsky                 |
| 2009 | Lebanon (Libanon)                                                       | Samuel Maoz                      |
| 2010 | Somewhere (Made in Hollywood)                                           | Sofia Coppola                    |
| 2011 | Faust                                                                   | Alexander Sokurov                |
| 2012 | Pietà                                                                   | Kim Gidok (김기덕, Kim Ki-duk)   |
| 2013 | Sacro GRA                                                               | Gianfranco Rosi                  |
| 2014 | En duva satt på en gren och funderade på tillvaron                      | Roy Andersson                    |
| 2015 | Desde allá                                                              | Lorenzo Vigas                    |
| 2016 | Ang Babaeng Humayo                                                      | Lav Diaz                         |
| 2017 | The Shape of Water (A víz érintése)                                     | Guillermo del Toro               |
| 2018 | Roma                                                                    | Alfonso Cuarón                   |
| 2019 | Joker                                                                   | Todd Phillips                    |
| 2020 | Nomadland (A nomádok földje)                                            | Chloé Zhao                       |
| 2021 | L'événement (Esemény)                                                   | Audrey Diwan                     |
| 2022 | All the Beauty and the Bloodsheed                                       | Laura Poitras                    |
| 2023 | Poor things (Szegény párák)                                             | Jórgosz Lánthimosz               |
| 2024 | La habitación de al lado (A szomszéd szoba)                             | Pedro Almodóvar                  |

### Arany Oroszlán – Életműdíj
| Év   | |
| ---- | --- |
| 1970 | Orson Welles |
| 1971 | Ingmar Bergman, Marcel Carné, John Ford |
| 1972 | Charlie Chaplin, Anatali Golovnia, Billy Wilder |
| 1982 | Alessandro Blasetti, Luis Buñuel, Frank Capra, George Cukor, Jean-Luc Godard, Szergej Jutkevics, Alexander Kluge, Kuroszava Akira, Michael Powell, Satyajit Ray, King Vidor, Cesare Zavattini |
| 1983 | Michelangelo Antonioni |
| 1985 | Manoel de Oliveira, John Huston, Federico Fellini |
| 1986 | Paolo és Vittorio Taviani |
| 1987 | Luigi Comencini, Joseph L. Mankiewicz |
| 1988 | Joris Ivens |
| 1989 | Robert Bresson |
| 1990 | Marcello Mastroianni, Jancsó Miklós |
| 1991 | Mario Monicelli, Gian Maria Volonté |
| 1992 | Jeanne Moreau, Francis Ford Coppola, Paolo Villaggio |
| 1993 | Steven Spielberg, Robert De Niro, Roman Polański, Claudia Cardinale |
| 1994 | Al Pacino, Suso Cecchi D’Amico, Kenneth Loach |
| 1995 | Woody Allen, Monica Vitti, Martin Scorsese, Alberto Sordi, Ennio Morricone, Giuseppe De Santis, Goffredo Lombardo, Alain Resnais                                                              |
| 1996 | Robert Altman, Vittorio Gassman, Dustin Hoffman, Michele Morgan, Oscar Niemeyer |
| 1997 | Gérard Depardieu, Stanley Kubrick, Alida Valli |
| 1998 | Warren Beatty, Sophia Loren, Andrzej Wajda |
| 1999 | Jerry Lewis |
| 2000 | Clint Eastwood, Éric Rohmer |
| 2002 | Dino Risi |
| 2003 | Dino De Laurentiis, Omar Sharif |
| 2004 | Stanley Donen, Manoel de Oliveira |
| 2005 | Mijazaki Hajao, Stefania Sandrelli, Isabelle Huppert |
| 2006 | David Lynch |
| 2007 | Tim Burton |
| 2008 | Ermanno Olmi |
| 2009 | John Lasseter, Brad Bird, Pete Docter, Andrew Stanton, Lee Unkrich |
| 2010 | John Woo |
| 2011 | Marco Bellocchio |
| 2012 | Francesco Rosi |
| 2013 | William Friedkin |
| 2014 | Thelma Schoonmaker és Frederick Wiseman |
| 2015 | Bertrand Tavernier |
| 2016 | Jean-Paul Belmondo és Jerzy Skolimowski |
| 2017 | Jane Fonda és Robert Redford |
| 2018 | David Cronenberg és Vanessa Redgrave |
| 2019 | Julie Andrews és Pedro Almodovar |
| 2020 | Ann Hui és Tilda Swinton |
| 2021 | Roberto Benigni és Jamie Lee Curtis |
| 2022 | Catherine Deneuve és Paul Schrader |
| 2023 | Liliana Cavani és Tony Leung Chiu-wai |
| 2024 | Peter Weir és Sigourney Weaver |